# Цыбьян
Цыбьян — деревня в Кудымкарском районе Пермского края. Входила в состав Белоевского сельского поселения. Располагается на реке Мечкор севернее от города Кудымкара. Расстояние до районного центра составляет 31 км. По данным Всероссийской переписи населения 2010 года, в деревне проживало 8 человек (5 мужчин и 3 женщины).

## История
По данным на 1 июля 1963 года, в деревне проживало 148 человек. Населённый пункт входил в состав Белоевского сельсовета.